# Gilberto Clavell
Gilberto Clavell III (Mayagüez, 10 agosto 1989) è un cestista portoricano.
È il fratello di Gian Clavell, a sua volta cestista.

## Carriera
Con Porto Rico ha disputato i Campionati americani del 2017.